# Эфиопский календарь
Эфиопский календарь (амх. የኢትዮጵያ ዘመን አቆጣጠር — ye'Ītyōṗṗyā zemen āḳoṭaṭer) — календарь, использующийся в Эфиопии, а также Эфиопской и Эритрейской православными церквами, Эритрейской католической церковью и Евангелистской церковью Эритреи.
Этот календарь основан на более древнем, коптском, который, в свою очередь, происходит от древнего египетского календаря, но имеет сходство и с юлианским календарём: в нём также используется дополнительный день каждые четыре года. Начало года в эфиопском календаре приходится на 30 августа по юлианскому календарю, если следующий год високосный, или на 29 августа, если следующий год простой. Подобно коптскому календарю, эфиопский календарь содержит 12 месяцев по 30 дней каждый, а также пять или шесть эпагоменальных дней в конце года, обычно выделяемых в 13-й месяц. Число эпагоменальных дней определяет простой год или високосный.
Счёт лет в эфиопском календаре начинается с 29 августа 8 года н. э. по юлианскому календарю. Таким образом, в новое тысячелетие Эфиопия вступила 29 августа (11 сентября) 2008 года.
Для начала года эфиопы и последователи церкви Эритреи сегодня используют дату Благовещения 25 марта 9 года, по подсчётам Анниана Александрийского, таким образом, первый год начался за семь месяцев до этой даты — 29 августа 8 года, в отличие от европейцев, которые приняли расчеты Дионисия Малого, произведённые в 525 году, который определил дату Благовещения, на восемь лет более раннюю, чем Анниан Александрийский. Поэтому число эфиопских лет на восемь лет меньше с 1 января по 10 сентября, а с 11 сентября по 31 декабря — на семь лет меньше, чем по григорианскому календарю.
Сутки начинаются не в полночь, а с восходом Солнца.

## Месяцы
| Амхарский        | Коптский   | Начало месяца | Начало месяца в эфиопском году, следующем за високосным |
| ---------------- | ---------- | ------------- | ------------------------------------------------------- |
| መስከረም (Mäskäräm) | Tut        | 11 сентября   | 12 сентября                                             |
| ጥቅምት (Teqemt)    | Babah      | 11 октября    | 12 октября                                              |
| ኅዳር (Hedar)      | Hatur      | 10 ноября     | 11 ноября                                               |
| ታኅሣሥ (Tahsas)    | Kiyahk     | 10 декабря    | 11 декабря                                              |
| ጥር (T’er)        | Tubah      | 9 января      | 10 января                                               |
| የካቲት (Yäkatit)   | Amshir     | 8 февраля     | 9 февраля                                               |
| መጋቢት (Mägabit)   | Baramhat   | 10 марта      | 10 марта                                                |
| ሚያዝያ (Miyazya)   | Baramundah | 9 апреля      | 9 апреля                                                |
| ግንቦት (Genbot)    | Bashans    | 9 мая         | 9 мая                                                   |
| ሰኔ (Säne)        | Ba’unah    | 8 июня        | 8 июня                                                  |
| ሐምሌ (Hamle)      | Abib       | 8 июля        | 8 июля                                                  |
| ነሐሴ (Nähase)     | Misra      | 7 августа     | 7 августа                                               |
| ጳጉሜ (Pagumän)    | Nasi       | 6 сентября    | 6 сентября                                              |

Даты даны по григорианскому календарю для XX—XXI веков.